# Jan Lehane
Janice Patricia "Jan" Lehane O’Neill (z domu Lehane, ur. 9 lipca 1941 w Grenfell) – australijska tenisistka.

## Kariera tenisowa
Wygrała wielkoszlemowy Australian Open w kategorii juniorskiej w latach 1958 oraz 1959. Czterokrotnie dochodziła do finału tej imprezy jako tenisistka zawodowa (1960–1963), za każdym razem przegrywając ze swoją utytułowaną rodaczką, Margaret Smith. Osiągała finały Australian Open w grze podwójnej razem z Mary Bevis Hawton i Lesley Turner Bowrey. W 1961 roku z Margaret Smith doszła do finału Wimbledonu w grze podwójnej, ulegając w tym meczu Karen Hantze i Billie Jean King. Była też finalistką turniejów wielkoszlemowych w grze mieszanej.

## Życie prywatne
Wyszła za mąż za Jamesa Johna O'Neilla 19 lutego 1966 roku.